# Creal Springs
Creal Springs é uma cidade localizada no estado americano de Illinois, no Condado de Williamson.

## Demografia
Segundo o censo americano de 2000, a sua população era de 702 habitantes.
Em 2006, foi estimada uma população de 712, um aumento de 10 (1.4%).

## Geografia
De acordo com o United States Census Bureau tem uma área de
2,6 km², dos quais 2,6 km² cobertos por terra e 0,0 km² cobertos por água.

## Localidades na vizinhança
O diagrama seguinte representa as localidades num raio de 20 km ao redor de Creal Springs.